# Вулянич, Никола
Никола Вулянич (хорв. Nikola Vuljanić, 25 июня 1949 года, Карловац, СФРЮ — 2 марта 2024 года, Карловац, Хорватия) — хорватский политик, член левой Хорватской рабочей партии и бывший член Европейского парламента.

## Биография
Никола Вулянич родился 25 июня 1949 года в Карловаце. Образование получил в Загребском университете, который окончил со степенью магистра филологии. Работал в сфере образования, преподавал английский язык в гимназии Карловаца и в средней текстильной школе в Дуга-Ресе, а затем — технический английский язык в Высшей школе технологии и химии, где он занимал также административные посты. В 1983 году перешёл на преподавательскую работу на технологический факультет в Институте текстиля и одежды в Загребе. С момента основания Карловацкого политехнического института в 1997 году он был внештатным сотрудником, проректором по хозяйственной работе и заместителем декана. В 1987 году он опубликовал университетский учебник «Английский язык для инженеров текстильной промышленности», а в 1994 году — «Словарь текстильно-технологических терминов».
В 2003 году вступил в Хорватскую народную партию и был избран членом Хорватского парламента. Занимал должности в парламенте до 2007 года.
После первого депутатского срока он покинул Хорватскую народную партию и стал членом Хорватской рабочей партии. В 2011 году был переизбран членом Хорватского парламента по списку Хорватской рабочей партии. В 2012 году он отказался от своего места в Саборе и был избран евронаблюдателем в Европейском парламенте. 1 июля 2013 года, после вступления Хорватии в Европейский союз, он был приведен к присяге в качестве полноправного члена Европарламента.
В 5-м законодательном органе (2003—2008) он был членом Комитета по законодательству, Комитета по правосудию, Межпарламентского сотрудничества и заместителем члена Делегации парламента Хорватии в Совместном парламентском комитете ЕС-Хорватия и Делегации в Парламентской ассамблее Организации по безопасности и сотрудничеству. Вулянич был членом парламентской группы Хорватской народной партии-Либеральных демократов (HNS).
1 апреля 2012 года Вулянич был назначен Сабором наблюдателем в Европейском парламенте. Он стал членом Комитета по культуре. Проработав несколько дней в качестве не связанного члена, 18 апреля 2012 года Вулянич наконец присоединился к Группе Прогрессивного альянса социалистов и демократов в Европейском парламенте (S&D). Он был избран членом Европейского парламента (MEP) на европейских выборах 14 апреля 2013 года по спискам HL, победив на выборах с 5,77 % голосов избирателей. 1 июля 2013 года, после вступления Хорватии в Европейский союз, Вулянич был приведен к присяге в качестве полноправного члена Европарламента. Став полноправным членом Европарламента, он покинул группу S&D, чтобы присоединиться к Конфедеративной группе европейских объединенных левых — Nordic Green Left, и был переведен в Комитет по иностранным делам.
Вулянич умер в Карловаце 2 марта 2024 года в возрасте 74 лет